# Ilona Christina Schulz
Ilona Christina Schulz (* 1961 in Eberbach) ist eine deutsche Sängerin und Schauspielerin.

## Leben
Ilona Christina Schulz wurde in Eberbach am Neckar geboren und besuchte das Hohenstaufen-Gymnasium Eberbach, wo sie ihr Abitur machte. Von 1981 bis 1986 studierte sie Gesang und Klavier an der Staatlichen Hochschule für Musik Heidelberg/Mannheim in Mannheim; von 1985 bis 1988 studierte sie Schauspiel an der Staatlichen Hochschule für Musik und Darstellende Kunst in Stuttgart. Seit 1988 hatte sie zahlreiche Theaterengagements in Berlin, Mannheim, Heidelberg, Karlsruhe, Detmold und Konstanz und wirkte in Fernsehproduktionen wie Tatort oder Ein Fall für Zwei mit. Des Weiteren ist Ilona Christina Schulz seit 1994 regelmäßig in eigenen Chanson- und Kabarettstücken auf der Bühne. Sie hat bereits zweimal beim Bundeswettbewerb für Gesang in Berlin im Fach Musical und Chanson einen Preis erhalten und ist als Schauspielerin Trägerin des Kulturpreises des Landesverbands Lippe. In den Jahren 1996 und 1999 nahm sie Schauspielkurse bei Susan Batson am Actors Studio in New York. Am 4. November 2012 trat sie als Sprecherin im Von-Busch-Hof in Freinsheim in einem Kinderkonzert auf.
Neben ihrer Tätigkeit als Schauspielerin hat sie auch Regie geführt, so beispielsweise in den Musicalproduktionen Die Schneekönigin, Krabat oder Turandot. Ilona Christina Schulz ist mit dem Bassisten Alexander Kunz (Deutsche Staatsphilharmonie Rheinland-Pfalz) verheiratet und Mutter von Leonard und Jelena Kunz, die ebenfalls in der Schauspielerei tätig sind.

## Filmografie (Auswahl)
- 1990: Rolle Vorwärts
- 1990: Sterne des Südens (Fernsehserie)
- 1992: Blank, Meier, Jensen
- 1994: Der Mond scheint (Fernsehserie)
- 1997: Mein Kind muß leben
- 1997: Die Fallers – Eine Schwarzwaldfamilie (Fernsehserie)
- 1998: Verbotene Liebe (Fernsehserie)
- 1998: Die Kinder vom Alstertal (Fernsehserie)
- 1998: Die zwei beiden vom Fach
- 1999–2013: Tatort (Fernsehserie, mehrere Folgen)
- 2001: Hand in Hand
- 2002: Fliege kehrt zurück
- 2002–2005: Ein Fall für zwei (Fernsehserie, mehrere Folgen)
- 2002: Der Auftrag (Folge: Mord in der Heimat)
- 2003: Der Wald vor lauter Bäumen (Filmpreisnominierung)
- 2003: Für immer im Herzen
- 2004: Tausche Kind gegen Karriere
- 2005: Wer entführt meine Frau
- 2006: Ein Fall für B.A.R.Z. (Fernsehserie)
- 2006: Bloch (Fernsehreihe, Folge Ausgelöscht)
- 2008: Alles was zählt (Fernsehserie)

## Theater (Auswahl)
- 2000: Die Präsidentinnen
- 2000: Der Raub der Sabinerinnen
- 2001: Saint Genet
- 2002: Orpheus in der Unterwelt
- 2003: Nettis Nacht
- 2003: Glaube Liebe Hoffnung
- 2005: Business Affairs
- 2005: Das Mädchen, das Uwe Seeler sein musste
- 2006: Volksvernichtung
- 2007: Emilia Galotti
- 2008: Die Perser
- 2010/11: Lametta
- 2012: Der letzte Husten